# Legasa
Legasa es una localidad española y un concejo de la Comunidad Foral de Navarra perteneciente al municipio de Bértiz-Arana. 
Está situado en la Merindad de Pamplona y a 47 km de la capital de la comunidad, Pamplona. Su población en 2022 fue de 259 habitantes (INE), su superficie es de 10,7 km² y su densidad de población de 24,21 hab/km².

## Geografía física

### Situación
La localidad de Legasa está situada en la parte occidental del municipio de Bértiz-Arana a una altitud de 129,3 m s. n. m. Su término concejil tiene una superficie de 10,7 km² y limita al norte con el concejo de Narvarte; al este con el de Oyeregui y el término de  Zozaia y Almandoz en el valle de Baztán; al sur con el municipio de Donamaría y al oeste también con donamaria  y el municipio de Santesteban.
|                              | Norte: Narvarte |                           |
| Oeste: Gaztelu y Santesteban |                 | Este: Oyeregui y Almandoz |
|                              | Sur: Arce       |                           |

## Demografía

### Evolución de la población
| Gráfica de evolución demográfica de Legasa entre 2000 y 2022 |
|                                                              |
| Datos según el nomenclátor publicado por el INE.             |

## Galería de imágenes

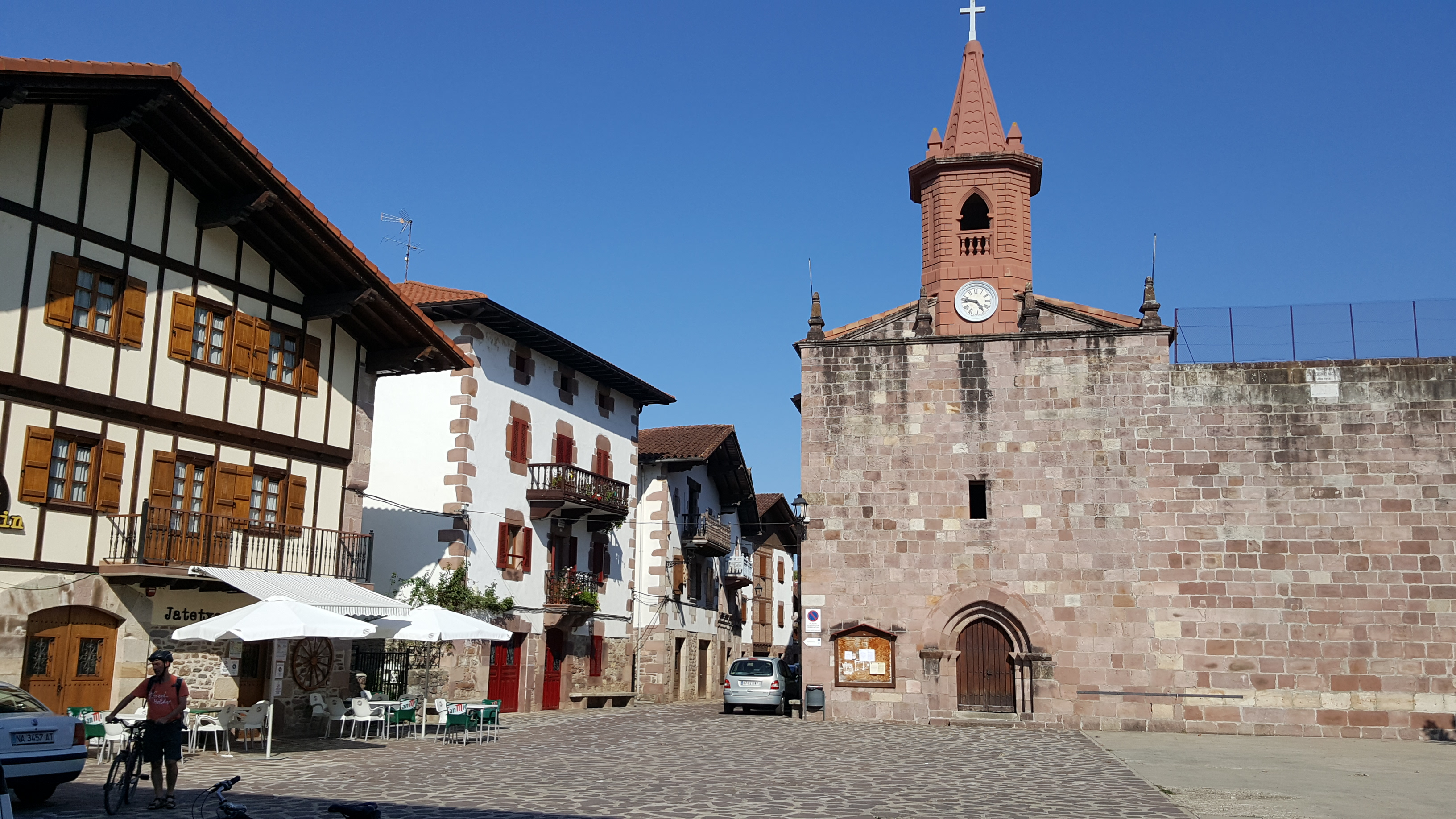
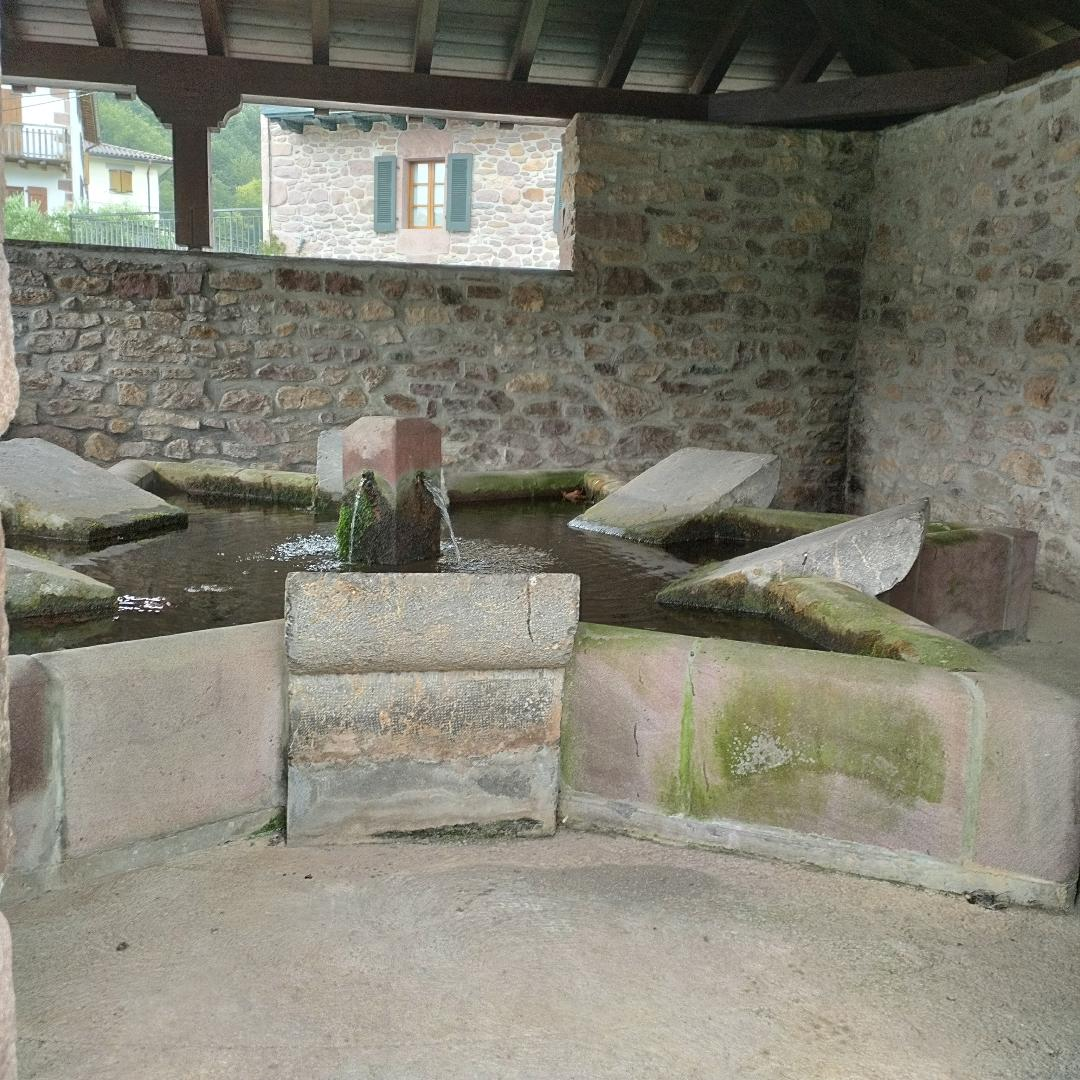
Lavadero
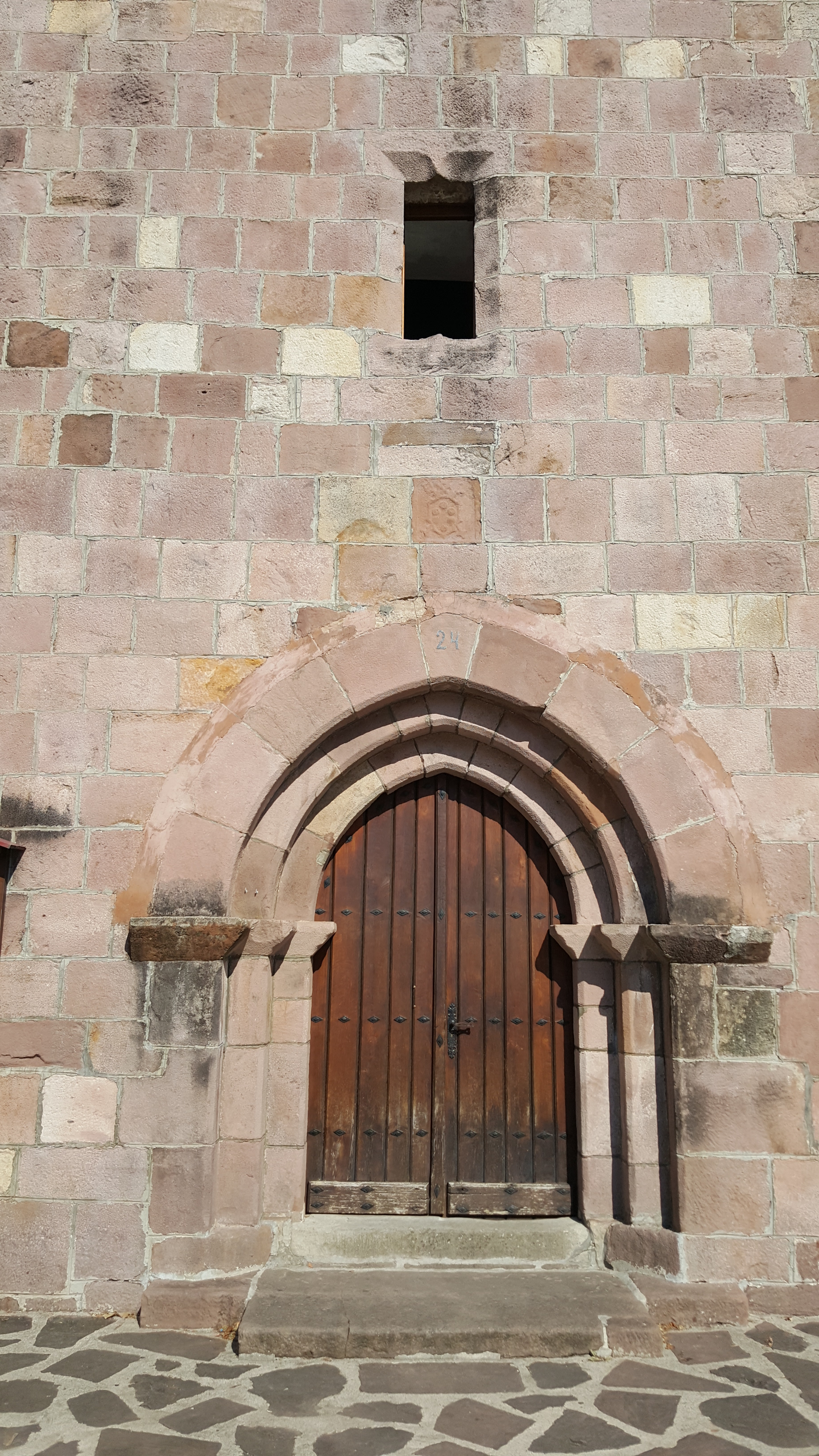
Portada de la iglesia parroquial
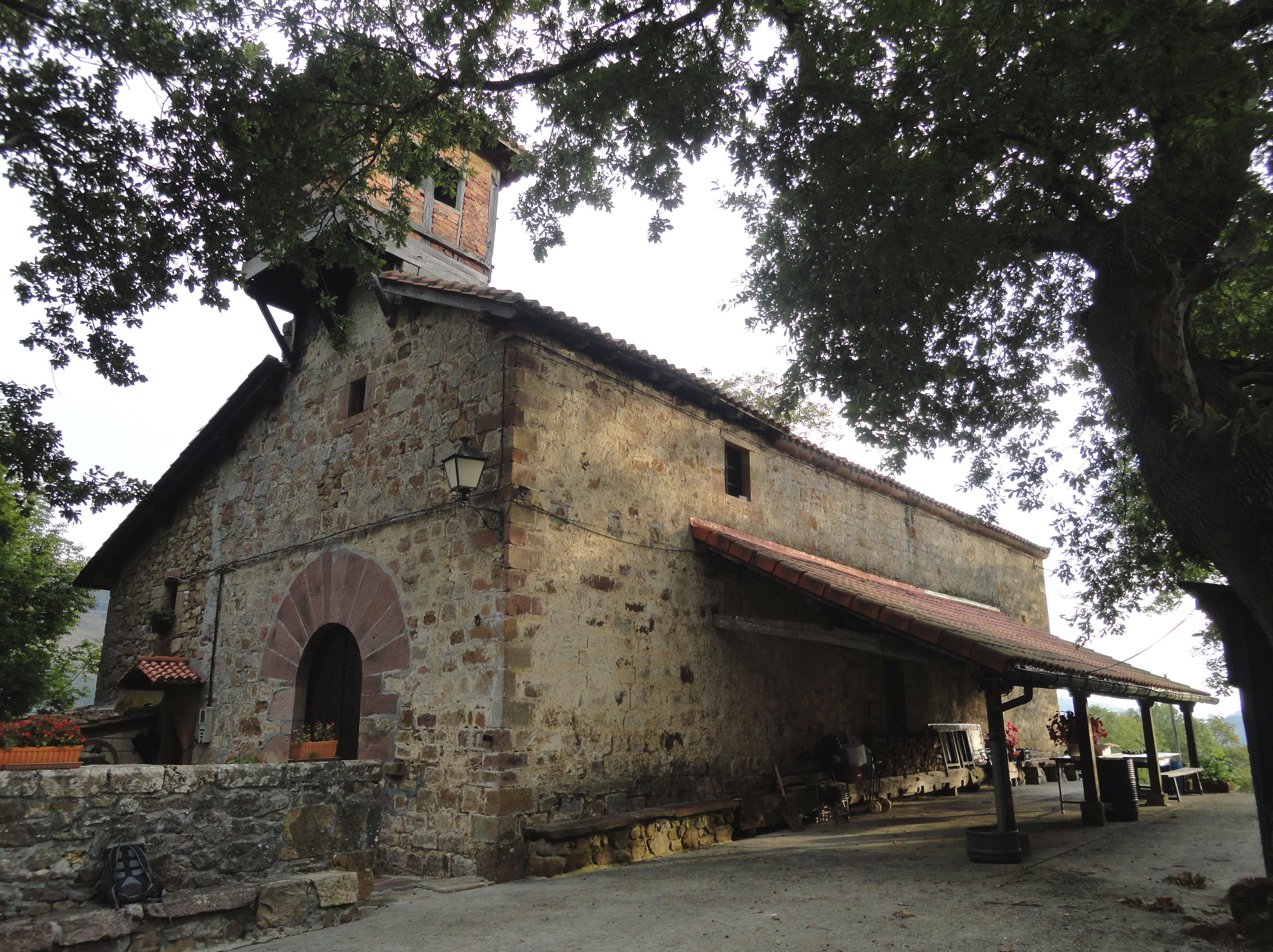
Ermita de Santa Leocadia